# Olle Håkanson
Olle Ludvig Håkanson (14 agosto 1972) è un ex cestista svedese.
È il figlio di Egon Håkanson e il padre di Ludvig Håkanson.

## Carriera
Con la Svezia ha disputato due edizioni dei Campionati europei (1993, 1995).